# Таврийск
Таврийск (на украински: Таврійськ) е град в Южна Украйна, Херсонска област.
Основан е през 1983 година. Населението му е около 11 757 души.